# Анна Оттоссон
Анна Оттоссон  (швед. Anna Ottosson; 18 травня 1976) — шведська гірськолижниця, олімпійська медалістка.

## Виступи на Олімпіадах
| Олімпіада           | Дисципліна         | Місце |
| ------------------- | ------------------ | ----- |
| Нагано 1998         | гігантський слалом | 7     |
| Нагано 1998         | слалом             | 10    |
| Солт-Лейк-Сіті 2002 | гігантський слалом | 9     |
| Солт-Лейк-Сіті 2002 | слалом             | 13    |
| Турин 2006          | гігантський слалом | 3     |
| Турин 2006          | слалом             | 18    |